# Tom Mann
Tom Mann (Foleshill, Warwickshire, 15 de abril de 1856 - 13 de marzo de 1941) fue un sindicalista y líder socialista y comunista británico, hijo de un librero.

## Biografía
Solamente pudo pasar tres años escolarizado, marchando inmediatamente a trabajar en las minas Victoria Colliery. Niño profundamente religioso, se trasladó a Birmingham con su familia, en donde de forma autodidacta aprendió rudimentos de ingeniería. Con 21 años abandona Birmingham y marcha a Londres en busca de trabajo, periodo que coincide con una profunda depresión económica. Casado en 1879 y tras un periodo en el que pudo trabajar en la capital británica, pronto se convirtió un activo sindicalista integrándose en la Sociedad de Ingenieros de Amalgamated (1881), la Federación Social Demócrata (1885) y el Partido Laborista Independiente, del que fue primer secretario. Gran defensor de la jornada laboral de ocho horas, fue líder en las jornadas de huelga en los muelles de Londres en 1889.
Sus creencias religiosas no obstante se mantuvieron, hasta el punto que pensó en ordenarse como sacerdote anglicano en 1893, mientras a su alrededor los debates de la izquierda política dispersan los grupos activos entre fabianistas, liberales reformistas, socialistas, unionismo y la discusión entre la participación o no en las instituciones políticas. Tras divorciarse, en 1901 marchó a Nueva Zelanda formando parte de los fundadores del Partido Socialista, viajando por toda Australia entre 1902 y 1908 donde desarrolló, junto a Elsie Harker, una intensa labor de proselitismo socialista, colaborando también en la creación de distintas fuerzas políticas, como el Partido Laborista Australiano.
De regreso al Reino Unido en 1910, Mann escribió The Way to Win (El Camino a la Victoria), un folleto que argumentaba que el socialismo sólo puede lograrse a través del sindicalismo y la cooperación y que la democracia parlamentaria era inherentemente corrupta. Fundó la Liga Sindicalista Industrial de Educación y dirigió la huelga general del transporte de Liverpool de 1911. En 1912 fue condenado por incitación al motín por la publicación de un artículo en The Syndicalist, titulado "Carta abierta a los soldados británicos", instándoles a que se negasen a disparar contra los huelguistas (más tarde reimpreso en forma de folleto, Don't Shoot); su condena fue anulada tras una fuerte presión de la opinión pública. Se opuso a la participación británica en la Primera Guerra Mundial por motivos religiosos y políticos, y dirigió manifestaciones pacifistas. En 1917, se unió a la sucesora de la Federación Social Demócrata, el Partido Socialista Británic, que se había unido al Partido Laborista un año antes.
En 1919 fue elegido Secretario de la Sociedad de Ingenieros de Amalgamated. Ocupó el puesto hasta 1921, cuando se retiró a la edad de sesenta y cinco años. Acogió con satisfacción la revolución de octubre de Rusia en 1917. En 1920 fue uno de muchos miembros del Partido Laborista que rompieron con el partido para formar el Partido Comunista de Gran Bretaña. Fue presidente de la Oficina británica de la Internacional Sindical Roja y de su sucesor, el Movimiento de Minorías Nacionales.
Tom Mann siguió activo en política hasta su muerte en 1941. Continuó siendo una figura popular en el movimiento obrero, atrayendo a grandes audiencias a los mítines. Durante la guerra civil española manifestó su deseo de luchar en favor de la Segunda República, pero en ese momento era demasiado viejo. Una unidad de las Brigadas Internacionales, la Centuria Tom Mann, fue nombrada en su honor.